# GAK-gebouw (Amstelveen)
Het GAK-gebouw is een voormalig kantoorcomplex aan Uilenstede in de Amstelveense kantorenwijk Kronenburg. Het werd eind jaren zestig begin jaren zeventig gebouwd voor het Gemeenschappelijk Administratiekantoor (GAK), dat er tot halverwege jaren negentig in was gevestigd maar het gebouw toen verliet.
Het complex was gevestigd aan het adres Uilenstede 471 in Amstelveen met een achteringang aan de Professor E.M.Meijerslaan 10. Het complex bestond uit drie kantoortorens van elk 45 meter hoog en elke toren telde elf verdiepingen met de liftschacht in het midden. De drie torens waren onderling verbonden door middel van een gangenstelsel en met een paviljoen waarin het bedrijfsrestaurant was gevestigd. Aan de oostzijde liep van noord naar zuid een verhoogd parkeerdek en aan de zuidkant stond een parkeergarage. Het totale complex had een vloeroppervlak van in totaal 38.000 vierkante meter. Daarnaast waren er enkele bijgebouwen en de zuidelijke toren had een winkelpand waarin bepaalde tijd een kantoor van de Algemene Bank Nederland was gevestigd. 
De torens waren geheel klimaatgesloten, dat wil zeggen dat luchtcirculatie grotendeels via airconditioning ging en er geen ramen konden worden geopend. Daardoor waren er door het personeel veel klachten over de luchtkwaliteit, ook wel het Sickbuildingsyndroom genaamd. Eind jaren tachtig werd de zuidelijke toren aan de Professor E.M.Meijerslaan 10 door het GAK verlaten. De toren werd verbouwd waarbij alsnog ramen werden aangebracht die konden worden geopend. In 1990 werd de leegstaande toren verhuurd aan de Belastingdienst Amstelveen die een te klein geworden pand uit 1971 aan de Van Heuven Goedhartlaan verliet. Dit pand werd in 1996, nauwelijk 25 jaar na de bouw, gesloopt.Het GAK verliet halverwege de jaren negentig de overige twee torens en het bedrijfsrestaurant. In 2003 verliet ook de belastingdienst het gebouw en verhuisde naar een nieuw kantoorgebouw in Hoofddorp. Hierna werd een aantal etages van de zuidelijke toren tijdelijk verhuurd aan andere. 
De eigenaar Maarsen Groep overwoog een totale renovatie van de torens dat een aantal jaren op een bord was vermeld onder de naam "Bright Towers". Door de verminderde vraag naar kantoorruimte begin eenentwintigste eeuw konden echter voor de torens geen nieuwe huurders worden gevonden en werd de renovatie uitgesteld. De volledig gestripte torens waren de gemeente al jaren een doorn in het oog. Bovendien was er sprake van onveiligheid en duistere figuren rond de torens. 
Voor de sloop van de ruim vijfendertig jaar oude torens werd op 22 juni 2006 een zogenaamd springplan ingediend voor de sloop van de gebouwen met behulp van explosieven. Hiervoor werden verschillende adviezen uitgebracht maar de vergunning van de gemeente bleef uit omdat de veiligheid van de omgeving niet in voldoende mate gewaarborgd was. Omdat dit echter zo veel tijd in beslag nam besloot de sloper tot conventionele sloop, dus zonder explosieven. De sloop werd in 2007 uitgevoerd door Aannemingsbedrijf Van der Heijden uit Nistelrode en duurde langer dan gepland. Er kwam hierbij 60.000 ton aan bouw en sloopafval vrij dat werd overgebracht naar een locatie aan de Amsteldijk Noord. Alleen de parkeergarage aan de professor E.M.Meijerslaan 12 bleef gehandhaafd en staat er nog steeds.
Op het vrijgekomen terrein is nieuwbouw gepland waarbij de oppervlakte niet zou worden vergroot maar de bouwmogelijkheden flexibeler zouden zijn. De eigenaar verzocht tot verandering van de toegestane bouwhoogte maar omdat het terrein onder de vliegroute van en naar de Buitenveldertbaan ligt zijn voor de hoogte van de nieuwbouw en de geluidsoverlast allerlei beperkende eisen. Door de verminderde vraag naar kantoorruimte is de geplande nieuwbouw echter (nog) niet verschenen. Het braakliggende terrein is met een hekwerk omsloten en ligt er als een niemandsland bij waarvan de natuur weer volledig bezit heeft genomen.  
In 2023 kwam dit terrein landelijk in het nieuws omdat jonge woningzoekenden het braakliggend terrein hebben gekraakt en voorzien van eigen tenten en bouwsels. Vooralsnog mogen de krakers van de gemeente blijven.